# Carla Lazzari
Ne doit pas être confondu avec Carla Georges, la gagnante de la 1re saison de The Voice Kids
Pour les articles homonymes, voir Carla et Lazzari.
Carla Lazzari, ou simplement dite Carla, est une chanteuse française, née le 19 août 2005 à Nice.
Finaliste de la cinquième saison de The Voice Kids diffusée fin 2018, elle représente la France avec la chanson Bim bam toi lors du concours Eurovision de la chanson junior 2019 où elle se classe 5e.

## Biographie

### Enfance et débuts
Carla est née à Nice le 19 août 2005, d'une mère professeure de chant et d'un père trompettiste,. Elle commence à chanter dès l'âge de cinq ans.
Elle participe à la cinquième saison de The Voice Kids où elle rejoint l'équipe de Patrick Fiori. Accédant à la finale, où elle interprète l'Hymne à l'amour d'Édith Piaf. Elle se classe finalement quatrième du concours.
En 2019, elle devient membre du groupe Les Petites Canailles, qui se donne pour objectif de « moderniser les années Salut les copains » aux côtés d'autres adolescents : Ermonia, Hindy, Lilian et Madison.

### Eurovision Junior etBim Bam toi(2019)
Le 24 novembre 2019, elle représente la France avec la chanson Bim bam toi au concours Eurovision junior qui se déroule alors en Pologne et arrive à la 5e place sur les 19 participants. Elle est particulièrement appréciée du public : elle obtient en effet la 3e place des votes des téléspectateurs, juste derrière la Pologne et l'Espagne.
La chanson obtient ensuite un succès plus large, notamment grâce à une vidéo virale de la youtubeuse Juju Fitcats postée en décembre 2019 sur le réseau social TikTok.

### L'autre moi(2020)
En mai 2020, Carla sort un nouveau single, L'Autre moi, extrait de l'album du même nom dont la sortie est prévue le 5 juin.
Durant le mois de juin, elle devient la première artiste française et la deuxième au monde à obtenir un TikTok d'or, remis par TikTok pour la chanson Bim bam toi, utilisée dans plus d'un million de vidéo,.
Pendant l'été, elle participe à la Green Team, aux côtés d'autres jeunes artiste comme Erza Muqoli, Lou ou encore les Kids United Nouvelle Génération, dont une partie des bénéfices revient à la Fondation Good Planet.
La réédition de son album sort le 4 décembre 2020, et contient six chansons en plus, dont le single Cœur sur toi ainsi qu'une reprise de la version française de White Christmas, appelée Noël blanc.
Le 29 novembre 2020, elle commente avec Stéphane Bern le Concours Eurovision de la chanson junior qui voit la victoire de la française Valentina avec la chanson J'imagine,.

### Sans filtre(2021)
Le 13 mai 2021, Bim bam toi est déclarée single d'or pour équivalent 15 millions de streams,.
En juin, Carla sort le single Alors chut, puis en juillet Summer, Summer, et elle dévoile son deuxième album, Sans filtre, le 27 août.
Durant l'été, elle devient la première artiste française à collaborer avec le jeu vidéo Fortnite, auquel est ajouté Bim bam toi.
Le 6 décembre, durant l'enregistrement de l'émission La Grande soirée du 31 filmée au château de Chantilly, elle reçoit le single d'or de Bim bam toi ; l'émission est diffusée le 31 décembre.
Le 19 décembre 2021, elle coprésente avec Olivier Minne et Élodie Gossuin la 19e édition du concours Eurovision Junior qui se déroule à Paris (à La Seine musicale) et retransmise en direct sur France 2,.

### Danse avec les starset tournant musical (2022 - 2023)
En 2022, Carla participe comme candidate à la saison 12 de l'émission Danse avec les stars sur TF1, où elle termine en seconde place en finale.
Elle sort également deux singles, marquant une nouvelle trajectoire musicale, éloignant Carla de l'image de « chanteuse pour enfant » qu'elle avait construite avec ses deux premiers albums : Déçue le 16 septembre et Bye Bye le 11 novembre. Elle adopte avec ses deux singles une approche plus adulte. Le 11 décembre, elle commente avec Stéphane Bern le Concours Eurovision de la chanson junior à Erevan en Arménie qui voit la victoire du français Lissandro avec la chanson Oh Maman !.
Le 16 avril 2023, elle se produit en concert à La Cigale, à guichet fermé, durant lequel elle chante sa chanson Plus jamais accompagnée au piano par Mosiman, reprend la chanson de Hozier, Take Me to Church avec Lola Dubini, partage une danse avec son danseur de Danse avec les stars — Pierre Mauduy — sur une reprise de Trop beau de Lomepal et dévoile en exclusivité une version duo de son titre Joué avec Thomas Da Costa : cette version est rendue disponible sur les plateformes de musique le 5 mai.

### Mal d'amour(depuis 2023)
Le 27 octobre 2023 sort le single J'en veux pas, coécrit avec Jeck, qui en est le compositeur ; il s'agit d'une réponse aux critiques liées à la surexposition médiatique connue par Carla après le succès de Bim bam toi. Avec ce titre, Carla revient vers un style plus pop et moins urbain, tout en continuant de s'éloigner de son image de « chanteuse pour enfant ».
Le 15 mars 2024, sort la reprise d'une chanson de Jean-Jacques Goldman et Céline Dion, J'irai où tu iras, que Carla interprète avec le collectif L'Héritage Goldman. Elle interprète d'ailleurs ce titre sur scène le 5 mars 2024, au Dôme de Paris en prenant la place de la diva canadienne,. Le 14 novembre 2024, dans la réédition du son premier album de Jeck, le public découvre un duo inédit Jeck et Carla intitulé M'envoler, certifié single d'or le 17 avril 2025.
Le 16 janvier 2025, Carla fait partie des artistes du collectif « Génération Pièces Jaunes » et participent au single "Les p'tits soleils" avec vingt-sept autres artistes issus de la jeune génération. La chanson est écrite par Lionel Florence, Patrice Guirao et John Mamann.
Le 30 mai 2025, Jeck et Carla dévoilent la version acoustique de M'envoler. La semaine suivante, précisément le 6 juin, Carla sort son troisième album, Mal d'amour, en surprise totale, près de quatre ans après son dernier opus. Ce troisième album est une continuité à J'en veux pas. Dès le premier titre, Ce que je suis, Carla explique avoir grandi et ne plus se sentir à sa place dans les chansons qu'elle a pu sortir durant sa carrière.

## Discographie

### Albums

#### Participations
- 2019 : Les Petites Canailles chantent Salut les copains avec le groupe Les Petites Canailles
- 2020 : Green Team avec le collectif Green Team - 5 chansons (Les Enfants du monde, Trois petits pas, L'Amour écolo, Le Chant sauvage et Nous serons là)
- 2020 : À toi, Joe Dassin - reprise de Siffler sur la colline
- 2021 : Les Plus Belles Comptines d'Okoo (Volume 2) - reprise de Maman les p'tits bateaux
- 2024 : 1Minute2Covers 2023 - reprise de Si seulement je pouvais lui manquer

### Singles

#### Solo
| Titre                        | Année | Meilleure position | Meilleure position | Certifications   |                         |
| Titre                        | Année | FRA                | BEL(WAL)           | Certifications   | Album                   |
| ---------------------------- | ----- | ------------------ | ------------------ | ---------------- | ----------------------- |
| Bim bam toi                  | 2019  | 111                | 13                 | France : Platine | L'Autre moi             |
| L'Autre moi                  | 2020  | —                  | —                  | —                | L'Autre moi             |
| Cœur sur toi                 | 2020  | —                  | —                  | —                | L'Autre moi (réédition) |
| Alors chut                   | 2021  | —                  | —                  | —                | Sans filtre             |
| Summer Summer                | 2021  | —                  | —                  | —                | Sans filtre             |
| Déçue                        | 2022  | —                  | —                  | —                | —                       |
| Bye Bye                      | 2022  | —                  | —                  | —                | —                       |
| Joué                         | 2023  | —                  | —                  | —                | Mal d'amour             |
| Joué (feat. Thomas Da Costa) | 2023  | —                  | —                  | —                | —                       |
| J'en veux pas                | 2023  | —                  | —                  | —                | Mal d'amour             |

#### Participations
- 2020 : Et demain ? (chanson caritative) avec Le collectif demain ? Or
- 2020: C'est bientôt Noël avec Keen'V
- 2024 : J'irai où tu iras avec L’Héritage Goldman
- 2024 : M'envoler avec Jeck Platine
- 2025 : Les P'tits Soleils (chanson caritative) avec Le collectif des Pièces Jaunes

## Émissions de télévision

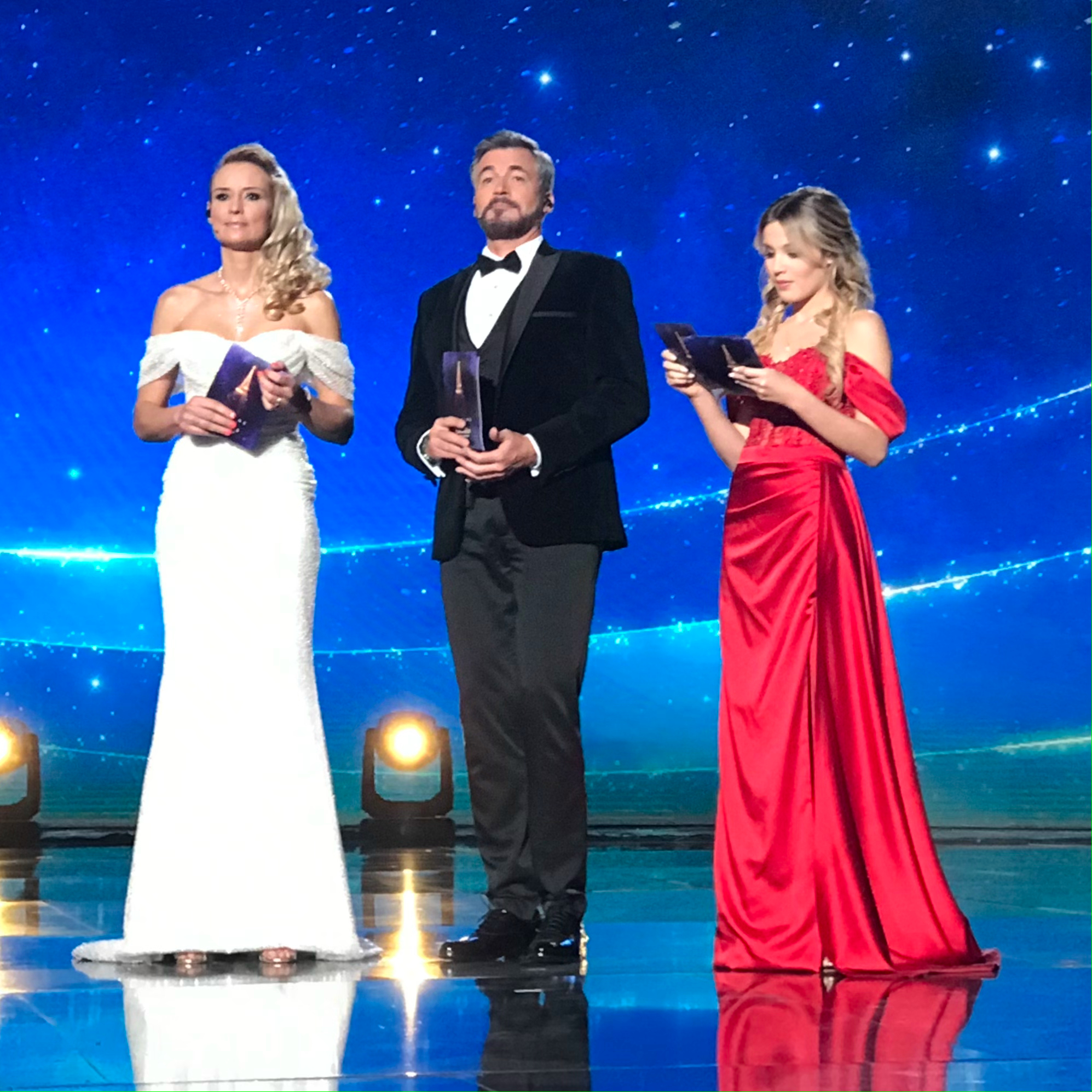
Carla Lazzari (à droite) aux côtés d'Élodie Gossuin et d'Olivier Minne pour la présentation du Concours Eurovision de la chanson junior en 2021.

### Candidate
| Année | Concours                                            | Résultat                                           |
| ----- | --------------------------------------------------- | -------------------------------------------------- |
| 2018  | The Voice Kids, saison 5 (TF1)                      | 4e place en finale                                 |
| 2019  | Concours Eurovision de la chanson junior (France 2) | 5e place                                           |
| 2020  | Boyard Land (France 2)                              | —                                                  |
| 2020  | Fort Boyard (France 2)                              | —                                                  |
| 2021  | Fort Boyard (France 2)                              | —                                                  |
| 2022  | Danse avec les stars, saison 12 (TF1)               | 2e place en finale                                 |
| 2023  | Fort Boyard (France 2)                              | —                                                  |
| 2024  | Les Traîtres                                        | Éliminée au 8e épisode (bannissement des traîtres) |
| 2024  | Fort Boyard (France 2)                              | —                                                  |

### Autres
| Année | Émission                                      | Information(s)                                  |
| ----- | --------------------------------------------- | ----------------------------------------------- |
| 2021  | Concours Eurovision de la chanson junior 2021 | Animatrice avec Olivier Minne et Élodie Gossuin |
| 2021  | Concours Eurovision de la chanson 2021        | Porte-parole de la France                       |
| 2022  | The Voice Kids, saison 8                      | Co-coach de Patrick Fiori durant les battles    |
| 2022  | Concours Eurovision de la chanson junior 2022 | Commentatrice avec Stéphane Bern                |
| 2023  | Le Grand Quiz du QI, êtes-vous HPI            | Invitée pour la catégorie 18-34 ans             |
| 2023  | Tout le monde veut prendre sa place           | Invitée de l'édition "Spéciale Eurovision"      |
| 2023  | Concours Eurovision de la chanson junior 2023 | Commentatrice avec Stéphane Bern                |

## Distinctions
| Année | Organisateur(s)       | Prix                                  | Résultat   | Information(s) |
| ----- | --------------------- | ------------------------------------- | ---------- | --- |
| 2020  | Tiktok                | Tiktok d'or (pour Bim bam toi)        | Lauréat    | Première artiste française (deuxième au monde) à recevoir cette récompense pour sa chanson Bim bam toi, utilisée sur plus d'un million de vidéos TikTok |
| 2020  | La Chanson de l'année | Chanson de l'année (pour Bim bam toi) | Nomination | — |